# FIFA 13
FIFA 13 är ett fotbollsspel från Electronic Arts och det 20:e spelet i FIFA-serien. Spelet släpptes den 28 september 2012 i Europa och är uppföljaren till FIFA 12. Spelet är det första i FIFA-serien att ha stöd för Kinect och Playstation Move. I Europa pryder Lionel Messi omslaget tillsammans med Alex Oxlade-Chamberlain och Joe Hart med Sports Direct Arena i bakgrunden.

## Funktioner och övrigt innehåll
- FIFA 13 har, till skillnad från sina föregångare, stöd för Kinect och Playstation Move.[2]

- Martin Tyler och Alan Smith är de engelska kommentatorerna i FIFA 13, och även Clive Tyldesley och Andy Townsend. I Sverige är Henrik Strömblad och Glenn Hysén kommentatorer.

- Ligorna i FIFA 13 bekräftades först på EA Sports hemsida. Alla ligor från FIFA 12 återkommer i FIFA 13 och Saudiarabiens högsta liga Saudi Professional League har tillkommit till FIFA 13.[3] I "Resten av världen" har skotska Rangers[4] och MLS All-Stars[5] tillkommit.

- Det finns 46 landslag i FIFA 13. Tjeckien och Paraguay återkom till FIFA 13 efter att inte ha varit med i FIFA 12. Indien, Bolivia och Venezuela återvänder efter ett elva års långt uppehåll sedan FIFA Football 2002. Kroatien har blivit bortplockade från landslagen. Resten av landslagen i FIFA 12 är tillbaka i FIFA 13.

- Karriärläget har uppdaterats så att spelaren kan träna både en ligaklubb och ett landslag. På transfermarknaden kan tränaren nu erbjuda en spelare och pengar mot en spelare.

- Det finns 69 arenor i FIFA 13. Det har kommit till två riktiga arenor: Tottenhams White Hart Lane och Saudiarabiens King Fahd International Stadium. Barcelonas Camp Nou är inte med i FIFA 13 då EA Sports inte kunde nå ett licensavtal med klubben. De övriga arenorna från FIFA 12 återkommer till FIFA 13.

## Soundtrack
Det officiella soundtracket tillkännagavs den 6 september 2012 och innehåller 50 låtar.
| - Animal Kingdom - Get Away With It - Ashtar Command feat. Joshua Radin - Mark IV - Astro - Panda - Atlas Genius - If So - Band Of Horses - Feud - Bastille - Weight Of Living, Part 2 - Bloc Party - We Are Not Good People - Cali - Outta My Mind - Clement Marfo & The Frontline - Us Against The World - Crystal Fighters - Follow - Deadmau5 feat. Gerard Way - Professional Griefers - Django Django - Hail Bop - Duologue - Get Out While You Can - Elliphant feat. Adam Kanyama - TeKKno Scene - Featurecast feat. Pugs Atomz - Got That Fire (Oh La Ha) - Fitz And The Tantrums - Spark - Flo Rida feat. Lil Wayne - Let It Roll, Part 2 - Foreign Beggars & Bare Noise - See The Light - Hadouken! - Bliss Out - Imagine Dragons - On Top Of The World - Jagwar Ma - What Love - Jonathan Boulet - You're A Animal - Kasabian - Club Foot - Kimbra - Come Into My Head - Kitten - G# | - Kraftklub - Eure Mädchen - Ladyhawke - Black White & Blue - Madeon - Finale - Matisyahu - Searchin - Metric - Speed The Collapse - Miike Snow - Paddling Out - Passion Pit - I'll Be Alright - Reptar - Sweet Sipping Soda - Reverend And The Makers - Shine The Light - Rock Mafia - Fly Or Die - Royal Teeth - Wild - Santigold - Big Mouth - St. Lucia - September - Stepdad - Jungles - The Chevin - Champion - The Enemy - Saturday - The Heavy - Don't Say Nothing - The Presets - Ghosts - The Royal Concept - Goldrushed - Two Door Cinema Club - Sleep Alone - Walk The Moon - Quesadilla - Wretch 32 - Blur - Youngblood Hawke - We Come Running - Young Empires - Rain Of Gold - Zemaria - Past 2 |

## Demo
Spelets demo släpptes den 11 september 2012. Lagen som finns tillgängliga i spelet är Manchester City, Juventus, Arsenal, AC Milan och Borussia Dortmund. En halvlek är tre minuter lång och matcherna spelas på Manchester Citys Etihad Stadium.

## Omslag
Lionel Messi är med på omslaget i alla regioner och ersätter därmed Wayne Rooney. Sports Direct Arena syns i bakgrunden. Det finns platsbaserade omslag där en eller flera spelare från respektive region är med på omslaget tillsammans med Messi.
Olika platsbaserade omslag är:
- Irland: Mark Quigley
- Storbritannien: Joe Hart, Alex Oxlade-Chamberlain
- Spanien: Roberto Soldado
- Italien: Claudio Marchisio
- Frankrike: Karim Benzema
- Mellanöstern: Abdullaziz Al-Dosari, Joe Hart
- Polen: Jakub Błaszczykowski
- Japan: Keisuke Honda, Makoto Hasebe
- Australien: Tim Cahill

## Första bilderna
De första bilderna på spelet släpptes den 8 maj 2012. Bilderna föreställde bland annat Lionel Messi, Robin van Persie och en match mellan Manchester City och Manchester United.